# Uncaria laevigata
Uncaria laevigata là một loài thực vật có hoa trong họ Thiến thảo. Loài này được Wall. ex G.Don miêu tả khoa học đầu tiên năm 1834.